# Die drei Eisbären
Die drei Eisbären ist eine deutsche Volkskomödie aus dem Jahr 1937 von Maximilian Vitus. Die Handlung spielt in einer Bauernstube.

## Handlung
Vier Stunden Fußmarsch vom nächsten Dorf entfernt steht der Haldeneggerhof. Dort leben und arbeiten die drei Brüder Peter, Pauli und Juliander. Alle drei sind ledig und gedenken das auch nicht zu ändern. Deshalb werden sie im Dorf als die drei Eisbären verspottet. Auf dem Hof lebt auch die alte Magd Veronika, die ihnen den Haushalt macht, im Moment aber ausfällt. Deshalb führen die drei Brüder den Haushalt, was allerdings eher schlecht als recht funktioniert. Als vor der Tür ein Findelkind gefunden wird, rät ihnen der Pfarrer das Kind aufzunehmen und sich eine Magd als Unterstützung auf den Hof zu holen. Darauf kommt die Magd Maralen auf den Hof, die ein Auge auf Juliander wirft, doch der ist zu schüchtern, um es zu bemerken. Mit der Magd kommt auch neuer Wind auf den Hof. Der Viehhändler bringt als Heiratsvermittler die Haslocherin auf den Hof, die aber allen dreien nicht zusagt und ihr wird die Tür gewiesen. Zum Schluss kann Maralen den Juliander mit paar Gläsern Wein dazu bringen, ihr seine Liebe zu gestehen. Auch die Brüder sind damit einverstanden, dass die Maralen Bäuerin wird.

## Aufführungen
Unzählige Variationen dieses Stückes wurden und werden auf deutschsprachigen Bühnen aufgeführt, einige wurden für das Fernsehen aufgezeichnet: 
- Der Komödienstadel 1961:
  - Peter Haldenegger: Franz Fröhlich
  - Pauli Haldenegger: Michl Lang
  - Juliander Haldenegger: Maxl Graf
  - Veronika, Wirtschafterin: Dora Altmann
  - Maralen, Magd: Christa Berndl
  - Girgl Anthuber, Viehhändler: Ludwig Schmid-Wildy
  - Haslocherin: Marianne Lindner[2]

- Der Komödienstadel 1973:
  - Peter Haldenegger: Gustl Bayrhammer
  - Pauli Haldenegger: Maxl Graf
  - Juliander Haldenegger: Gerhart Lippert
  - Veronika, Wirtschafterin: Marianne Brandt
  - Maralen, Magd: Gaby Dohm
  - Girgl Anthuber, Viehhändler: Ludwig Schmid-Wildy
  - Haslocherin: Marianne Lindner

- Chiemgauer Volkstheater 1995:
  - Peter Haldenegger: Hans Stadlbauer
  - Pauli Haldenegger: Georg Einerdinger
  - Juliander Haldenegger: Andreas Kern
  - Veronika, Wirtschafterin: Amsi Kern
  - Maralen, Magd: Michaela Heigenhauser
  - Girgl Anthuber, Viehhändler: Hans Clarin
  - Haslocherin: Kathi Leitner[3]

## Hörspiele
- 1972: Der Komödienstadel: Die drei Eisbären; Produktion: Bayerischer Rundfunk, 1969 (Erstsendung: 1. Januar 1972 | 88'20 Minuten)
  - Dora Altmann
  - Ursula Herion
  - Marianne Lindner
  - Maxl Graf
  - Max Griesser
  - Karl Tischlinger
  - Karl Obermayr
  - Komposition: Raimund Rosenberger
  - Bearbeitung und Regie: Olf Fischer